# Roberto Battaglia
Pour les articles homonymes, voir Battaglia.
Roberto Battaglia, né le 23 juin 1909 à Milan et mort le 25 avril 1965, est un escrimeur italien.

## Carrière
Roberto Battaglia participe aux Jeux olympiques d'été de 1952 et  remporte la médaille d'or dans l'épreuve de l'épée par équipe.